# Hyloniscus flammuloides
Hyloniscus flammuloides là một loài chân đều trong họ Trichoniscidae. Loài này được Tabacaru miêu tả khoa học năm 1972.